# RKSV Sittardia in het seizoen 1965/66
Het seizoen 1965/1966 was het 12e jaar in het bestaan van de Sittardse betaaldvoetbalclub Sittardia. De club kwam uit in de Eerste divisie en eindigde daarin op de eerste plaats, dit betekende dat de club rechtstreeks promoveerde naar de Eredivisie. Tevens deed de club mee aan het toernooi om de KNVB Beker, hierin werd het team in de groepsfase uitgeschakeld.

## Wedstrijdstatistieken

### Eerste divisie
|       | Alkmaar '54 | Blauw-Wit | SC Cambuur | DHC   | Eindhoven | Holland Sport | NAC   | N.E.C. | RBC   | Velox | Volendam | De Volewijckers | VVV   | Xerxes |
| ----- | ----------- | --------- | ---------- | ----- | --------- | ------------- | ----- | ------ | ----- | ----- | -------- | --------------- | ----- | ------ |
| Thuis | 2 – 0       | 2 – 0     | 2 – 0      | 2 – 2 | 1 – 0     | 4 – 1         | 2 – 1 | 2 – 2  | 2 – 1 | 4 – 1 | 1 – 2    | 2 – 1           | 6 – 1 | 1 – 0  |
| Uit   | 2 – 5       | 0 – 3     | 0 – 1      | 3 – 2 | 1 – 3     | 1 – 4         | 6 – 0 | 2 – 1  | 1 – 3 | 4 – 2 | 1 – 9    | 0 – 1           | 0 – 0 | 4 – 1  |

### KNVB Beker
| Groepsfase                                       | MVV                                                                           | 3 – 1 (1 – 0)      | Sittardia        |
| 19 september 1965 Plaats: Maastricht De Geusselt | Bert Willems 11' Willy Brokamp 73' Henk Brinkhuis 88'                         |                    | 83' Frans Guns   |
| Groepsfase                                       | Sittardia                                                                     | 4 – 1 (3 – 1)      | Roda JC          |
| 7 november 1965 Plaats: Sittard De Baandert      | Theo Netten 12' Gerard Gruisen 32' John Pfeiffer 33' (e.d.) Willy Dullens 62' |                    | 14' Hens Fischer |
| Groepsfase                                       | Limburgia                                                                     | Niet meer gespeeld | Sittardia        |
| 2 januari 1966 Plaats: Brunssum Venweg           |                                                                               |                    |                  |

## Statistieken Sittardia 1965/1966

### Eindstand Sittardia in de Nederlandse Eerste divisie 1965 / 1966
| Stand | Gespeeld | Gewonnen | Gelijk | Verloren | Punten | Doelpunten voor | Doelpunten tegen |
| ----- | -------- | -------- | ------ | -------- | ------ | --------------- | ---------------- |
| 1e    | 28       | 19       | 3      | 6        | 41     | 68              | 38               |

### Topscorers
| #                    | Naam               | Goal |
| -------------------- | ------------------ | ---- |
| 1.                   | Theo Netten        | 13   |
| 2.                   | Leo van der Linden | 12   |
| 2.                   | Nico Mares         | 12   |
| 4.                   | Willy Dullens      | 8    |
| 5.                   | Jan Wolfs          | 7    |
| 6.                   | Frans Guns         | 6    |
| 7.                   | Gerard Gruisen     | 4    |
| 8.                   | Jo Plum            | 2    |
| 8.                   | Piet Quix          | 2    |
| Onbekende doelpunten |                    |      |
| –                    | Onbekend           | 2    |
| Totaal               | Totaal             | 68   |

| #              | Naam                    | Goal |
| -------------- | ----------------------- | ---- |
| 1.             | Willy Dullens           | 1    |
| 1.             | Gerard Gruisen          | 1    |
| 1.             | Frans Guns              | 1    |
| 1.             | Theo Netten             | 1    |
| Eigen doelpunt |                         |      |
| –              | John Pfeiffer (Roda JC) | 1    |
| Totaal         | Totaal                  | 5    |

## Voetnoten
Alkmaar '54 ·
Blauw-Wit ·
Cambuur ·
DHC ·
Eindhoven ·
Holland Sport ·
NAC ·
N.E.C. ·
RBC ·
Sittardia ·
Velox ·
Volendam ·
De Volewijckers ·
VVV ·
Xerxes